# Precious Chikwendu
Precious Chikwendu Fani-Kayode (sinh ngày 25 tháng 5 năm 1989) là thí sinh sắc đẹp từ Awka, bang Anambra, Nigeria. Cô là một người mẫu và một nữ diễn viên Nollywood.

## Cuộc sống và giáo dục
Precious là đứa con thứ hai của một gia đình có bảy người con. Cô theo học tiểu học tại trường quốc tế Makurdi, bang Benue. Sau khi tốt nghiệp Tiểu học, cô theo học trường Trung học ECWA, Ngân hàng Bắc Makurdi, bang Benue và hoàn thành chương trình học trung học.
Cô tốt nghiệp Đại học Calabar, bang Cross River, tốt nghiệp với văn bằng cử nhân Khoa học Môi trường (Lâm nghiệp và Bảo tồn Động vật hoang dã).

## Sự nghiệp
Cô bắt đầu sự nghiệp người mẫu vào năm 2006, tham gia vào chương trình Show Thời trang Thần tượng ở Calabar. Trong cùng năm đó, cô tham gia vào rất nhiều chương trình thời trang và đường băng bao gồm Show Truyền hình Thời trang Nigeria, Catwalk để Tahy đồi và Tuần lễ Thời trang Truyền hình Hoàn vũ.
Năm 2007, Precious xuất hiện lần đầu tiên trong cuộc thi Cô gái Đẹp nhất Nigeria và cũng tham gia cuộc thi Hoa hậu Trái đất Nigeria, cuộc thi mà cô lọt vào Top 10.
Năm 2010, cô là một thí sinh tham gia cuộc thi Hoa hậu Nigeria 2010, được tổ chức tại Abuja.
Precious Chikwendu Fani-Kayode được bình chọn trực tuyến để trở thành thí sinh đại diện cho Nigeria tham gia cuộc thi Hoa hậu Liên hợp quốc tại Jamaica, cô giành được danh hiệu Thế giới nhờ đánh bại thí sinh từ các nơi khác trên thế giới vào tháng 6 năm 2014.